# Malato de potasio
El Malato de potasio es una sal potásica del ácido málico, cuya fórmula es K2(C2H4O(COO)2). Es un aditivo alimentario que se empela como antioxidante y regulador de la acidez, por regla general la industria alimentaria lo codifica como E 351. Se suele emplear como dosis quantum satis.

## Propiedades
El malato de potasio es un polvo blanco soluble en agua 364 g/litro (20 °C) e higroscópico. Se suele comercializar como una molécula monohidratada. Se trata de un compuesto químico estable. Es incompatible con agentes oxidantes fuertes. Y debe protegerse de ambientes húmedos a la hora de ser almacenado.

## Usos
La industria alimentaria lo clasifica por regla general como un regulador de la acidez en los alimentos. Se suele añadir a los lácteos: cremas, quesos, salsas emulsionadas, etc. En conservas de frutas, mermeladas, etc. En la industria heladera.